# یتزاک یوناسی

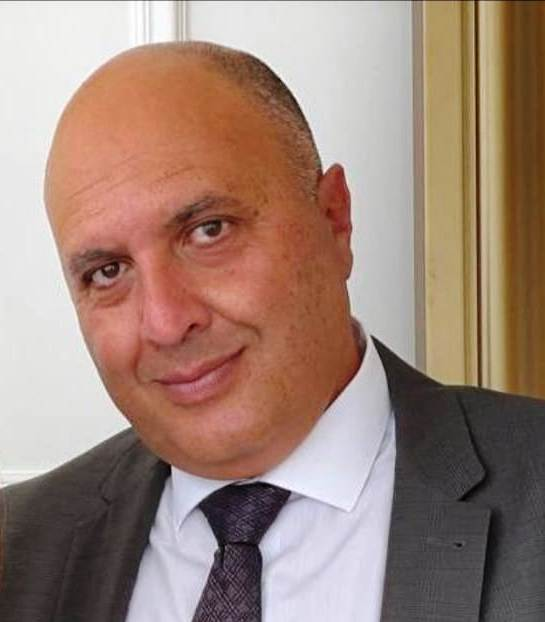
یتزاک یوناسی در سال ۲۰۲۱

یتزاک یوناسی (همچنین «ایتژاک» و «ایتشک»؛ יצחק יונסי؛ زادهٔ ۱۸ اکتبر ۱۹۶۲) تیرانداز ورزشی سابق المپیک اهل اسرائیل است.
وی در اشکلون، اسرائیل زاده شد، و یهود است.
وی رئیس فدراسیون تیراندازی اسرائیل است.